# Bacopa minuta
Bacopa minuta là một loài thực vật có hoa trong họ Mã đề. Loài này được Borhidi & O.Muñiz mô tả khoa học đầu tiên năm 1975.